# 米德爾伯里 (印地安納州)
米德爾伯里（英語：Middlebury）是一個位於美國印地安納州埃爾克哈特縣的城鎮。

## 人口
根據2010年美國人口普查的數據，米德爾伯里的面積為10.04平方千米，當中陸地面積為10.00平方千米，而水域面積為0.04平方千米。當地共有人口3420人，而人口密度為每平方千米341人。